# Црква Покрова Пресвете Богородице (Агино Село)
Црква Покрова Пресвете Богородице је филијални храм Српске православне цркве који припада Епархији бањалучкој. Налази се у Агином Селу, у близини Бања Луке, Република Српска, Босна и Херцеговина. Храм је изграђен 1886. године, а генерално обновљен и освећен 2015. године. Припада парохији Бочац.